# Keszthely
Keszthely (niem. Kesthell) – węgierskie miasto leżące na pn-zach. jeziora Balaton, na północ od ujścia Zali.
Pierwsze wzmianki o mieście pojawiają się w XIII wieku. Keszthely utrzymuje się głównie z turystyki (z uwagi na liczne zabytki i sąsiedztwo Balatonu), ale w mieście rozwija się również przemysł spożywczy (piekarnie i zakłady mleczarskie). W mieście znajduje się Konsulat Rzeczypospolitej Polskiej.

## Zabytki
- W mieście znajduje się neobarokowy Pałac Festeticsów z roku 1745. Odbywają się tam często różne wydarzenia kulturalne. Mury pałacu ozdobiono rzeźbami, balkonami i kolumnami. Spośród 101 jego pomieszczeń największą uwagę zwraca biblioteka, w której półki z książkami mają ponad 8 metrów wysokości[1].
- Liczne niewielkie muzea, będące lokalną atrakcją turystyczną - m.in. muzeum Balatonu, muzeum marcepanu, muzeum radia i telewizji itp.
- Jednym z ciekawszych zabytków jest pochodzący z około 1390 roku kościół gotycki, będący najstarszym budynkiem w mieście.
- Amazon House zbudowany został w stylu Ludwika XVI w 1780 roku. Był pierwszym w okolicy luksusowym hotelem nad jeziorem Balaton[2].

## Miasta partnerskie
- Alanya
- Boppard
- Hof van Twente
- Jędrzejów
- Litomyšl
- Lewocza
- Łańcut
- Piran
- Piwniczna-Zdrój
- Stary Sącz
- Turnov